# Breaking Benjamin
Breaking Benjamin é uma banda norte-americana de rock formada em Wilkes-Barre, Pensilvânia, integrada atualmente por Benjamin Burnley, Aaron Bruch, Keith Wallen, Jasen Rauch e Shaun Foist. A primeira formação da banda também incluiu o guitarrista Aaron Fink e o baixista Mark Klepaski. Esta formação lançou dois álbuns, Saturate (2002) e We Are Not Alone (2004), antes de Hummel ser substituído por Chad Szeliga em 2005.

## História

### Formação
Formado em 1998 pelo vocalista B. Burnley e o baterista Jeremy Hummel, Breaking Benjamin rapidamente ganhou fama no seu estado da Pensilvânia. O nome da banda veio de um incidente quando Burnley estava fazendo cover de uma música do Nirvana durante uma noite em um club. Ele chutou o pedestal do microfone, quebrando-o. O dono do microfone chegou no palco e disse, "Eu gostaria de agradecer Benjamin por quebrar a porra do meu microfone" [I'd like to thank Benjamin for breaking my fucking microphone]. Em 1999 a banda mudou seu nome para Plan 9, até 2001, depois de várias mudanças, a banda mudou novamente para "Breaking Benjamin" e dois amigos de Burnley, Aaron Fink e Mark Klepaski, deixaram sua banda, Lifer, e entraram no Breaking Benjamin como guitarrista e baixista, respectivamente. De acordo com a banda, a logomarca do Breaking Benjamin é uma variação do nó Celta, com 4 "B"s entrelaçados. O logo foi tatuado no pulso esquerdo de Burnley, Fink e Klepaski, e no pulso direito de Szeliga. A banda atualmente assinou com a "Hollywood Records" e lançou quatro álbuns até agora. Eles alcançaram o 1º lugar single em 2007, com a faixa "Breath" do seu terceiro álbum, Phobia.

### Saturate
Breaking Benjamin assinou com a Hollywood Record no inicio de 2002, após o sucesso do seu EP independente, que vendeu todas as 2000 cópias que foram fabricadas. A banda lançou um álbum completo, Saturate, em 27 de Agosto de 2002. O álbum alcançou o segundo lugar na "Billboard Top Heatseekers Chart" e 136º na "Billboard top 200."
O primeiro single do álbum, "Polyamorous", foi bastante tocado nas rádios, mas não alcançou muita audiência. O vídeo foi lançado em 3 diferentes versões para "Polyamorous": Uma é uma montagem no palco ao vivo, outra é uma montagem do jogo de videogame "Run Like Hell". A terceira variação é um vídeo "não ao vivo", mas contém cenas de Run Like Hell.
O segundo Single de Saturate foi "Skin", está que não obteve uma grande repercussão na mídia.
Eles planejaram lançar uma versão de estúdio de um cover de "Enjoy The Silence", junto com "Lady Bug" na versão européia de Saturate. Mas a versão europeia nunca foi lançada. "Lady Bug" foi finalmente lançada no EP "So Cold", e na versão japonesa de "We are Not Alone".

### We Are Not Alone

Logotipo da banda, usado em todas as capas de álbuns.

Breaking Benjamin lançou seu segundo álbum, "We are Not Alone", em 29 de junho de 2004. O álbum contou com a liderança do single "So Cold", que chegou ao número dois no "United States Billboard Mainstream Rock Chart". A banda tinha 2 vídeos da música "So Cold", um dos quais era um vídeo promocional para o filme HellBoy. "So Cold" passou 37 semanas no top 20 das paradas Billboard (a partir de 3 de fevereiro de 2005). O sucesso comercial de "So Cold" levou a We are Not Alone estreando em número 20 na Billboard 200 vendendo 48.000 cópias na primeira semana e alcançar status platina no final de 2005.
Também lançado singles do álbum foram "Sooner or Later" e uma versão regravada de "Rain", que foi apresentado na tarde de prensagem do álbum. Foi feito um vídeo para a música "Sooner or Later", como ela teve uma audiência razoável nas rádios, alcançando o número 2 na Mainstream Rock Charts. A faixa também foi destaque durante um episódio da série de TV "Summerland", e tocada ao vivo no "The Tonight Show with Jay Leno".
Durante a turnê de "We are Not Alone", o pai de Aaron Firk, Gary Fincke se juntou a turnê da banda, cuja coleção de música despertou o interesse de Aaron em música.
Em setembro de 2004, o baterista e cofundador da banda, Jeremy Hummel foi demitido. Posteriormente, em 28 de setembro de 2005, Hummel entrou em processo federal contra os membros remanescentes de Breaking Benjamin, afirmando que não foi pago pelas músicas que ajudou a escrever. A ação de Hummel pediu mais de 8 milhões de dólares em prejuízos. Um artigo que foi lançado em 25 de outubro de 2006, afirmando que Hummel não recebeu quaisquer pagamentos a partir da realização de We Are Not Alone, no qual ele é coautor. Ele foi substituído pelo atual baterista, Chad Szeliga.
As faixas "Rain", "Forget It" e "Follow" foram coescritas pelo guitarrista e vocalista dos The Smashing Pumpkins, Billy Corgan. Ben Burnley teve a colaboração de Corgan durante 6 dias de dezembro. Burnley admitiu que de primeira estava nervoso por trabalhar com Corgan, mas depois sentiu-se confortável e chamou a experiência de um dos destaques de sua carreira.

### So Cold EP
Mais tarde, em 2004, a banda lançou o EP So Cold. O EP continha gravações ao vivo de "So Cold" (acústico), "Breakdown" e "Away", assim como gravações de estúdio de "Blow me Away" e "Lady Bug".

### Blow me Away
A música "Blow me Away" da banda foi a mais ouvida em todas as rádios, como também foi escolhida para participar da trilha sonora de um dos melhores jogos de tiro de 2004, Halo 2. A canção também foi a que teve mais controvérsias, pois a letra da musica não era tão entendida pelos fãs e ouvintes do mundo todo. Fora isso, foi a de mais sucesso da banda e mais usada em filmes, jogos e seriados, e foi classificada por ser a melhor avaliada pelos fãs. Em uma outra versão da musica Blow Me Away o Breaking Benjamin conta com a participação da banda Valora.

### Phobia
Breaking Benjamin lançou Phobia em 8 de agosto de 2006, liderando o álbum com o single "The Diary of Jane", que o tornava #4 no "E.U.Modern Rock Charts".
Em 11 de fevereiro de 2007, HDNet estreou um programa de uma hora do concerto de Breaking Benjamin em Bethlehem, Pensilvania no Stabler Arena. Este é também o concerto que foi incluído no DVD Phobia, relançado em abril de 2007, anunciado como "The Homecoming". A banda obteve o seu primeiro número 1 com "Breath". A montagem do seu desempenho ao vivo no Stabler Arena compõe o seu vídeo. Em 17 de abril de 2007, Breaking Benjamin relançou o álbum Phobia. O álbum apresentou um DVD com cerca de uma hora do seu concerto filmado no Stabler Arena. Eles fizeram uma turnê nos EUA com Three Days Grace e tiveram Red e Puddle of Mudd como shows de abertura. O álbum novamente entrou no Billboard 100, no número 38 em 5 de maio de 2007, com sua reedição.
Em 29 de junho de 2007, a banda apareceu no Jay Leno e eles tocaram "Breath". Em 6 de julho de 2007, a banda tocou "Breath" novamente no Caig Ferguson. A banda não se apresentou em 9 de julho de 2007 em Atlanta devido a uma doença que Ben tinha. Dois outros concertos encerrando a turnê foram cancelados também. Em seu site, eles anunciaram que Burnley estava doente e incapaz de cumprir em Atlanta e em dois shows restantes. Rumores de que a banda tinha acabado se revelou falsa, como a banda anunciou uma turnê em outono de 2007 com Three Days Grace, Seether, Skillet (primeira metade) e Red (Segunda metade).
Em 21 de maio de 2009 Phobia RIAA atingiu o status de Platina, vendendo mais de um milhão de unidades nos EUA.

### Dear Agony

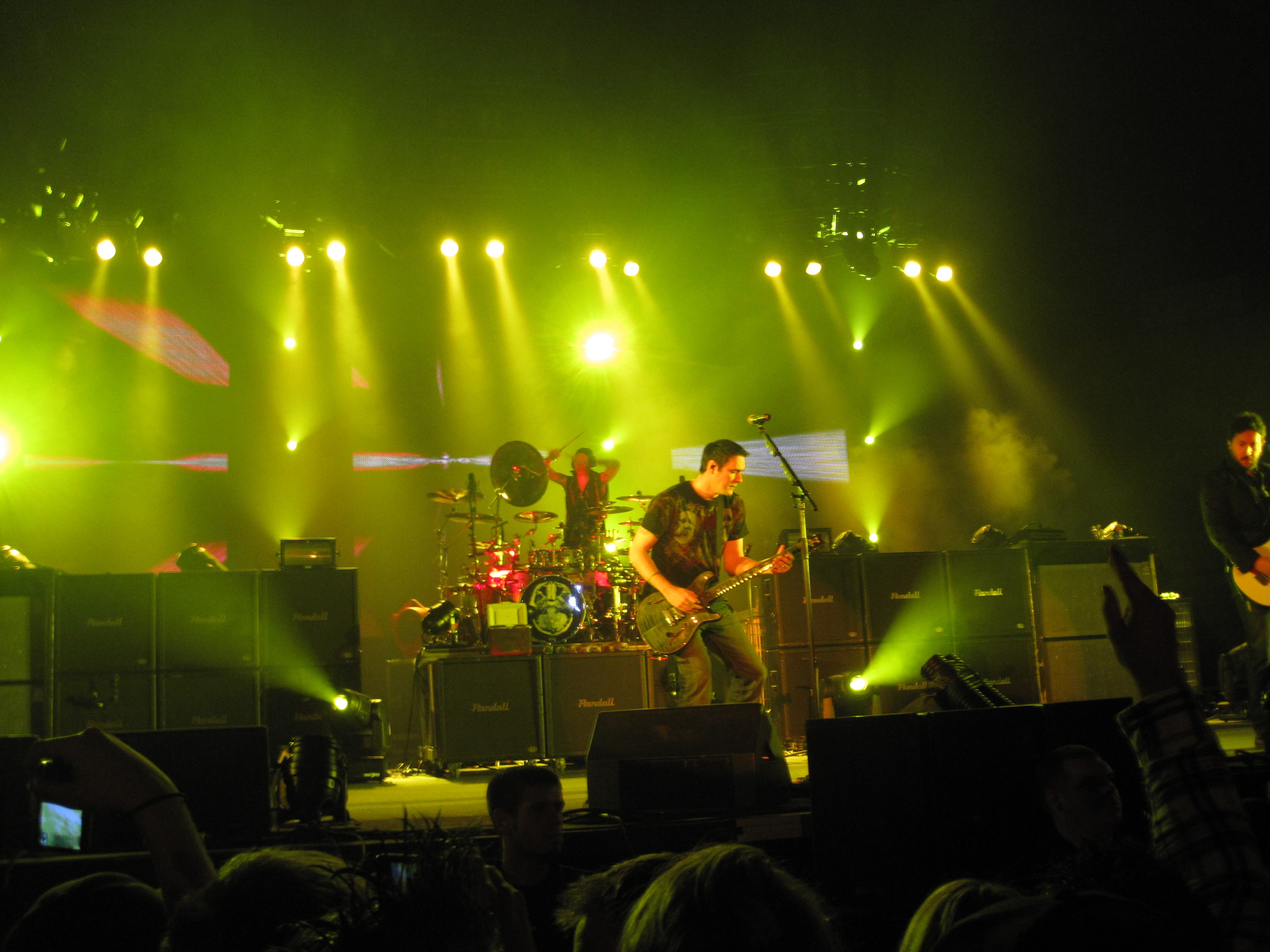
A banda se apresentando em Fort Wayne, Indiana em janeiro de 2010.

David Bendeth, que produziu dois álbuns de estúdio, We are Not Alone e Phobia, produziu o quarto álbum, Dear Agony. Em seu blog no MySpace, Breaking Benjamin afirmou: "Estamos ocupados aperfeiçoando o material novo e tem varias musicas prontas para o tratamento de produção de Bendeth". Também é bom salientar que Jasen Rauch, guitarrista do RED, co-escreveu cinco das novas faixas, incluindo "I Will Not Bow", juntamente com Burnley. Em 20 de novembro de 2008, Burnley foi entrevistado no Cage Rattle e afirmou que ele está escrevendo tanto para o novo álbum que está consumindo sua vida. Ele também afirmou que ele está ficando sem prazos ou pressão da gravadora sobre este álbum que está tomando seu tempo.
Em 14 de julho, os membros da banda confirmaram que há 11 músicas do novo álbum. Um dos nomes das faixas é "What Lies Beneath", que David Bendeth confirmou em uma noticia, I Will Not Bow foi lançado para estações de rádio em 17 de agosto, e lançado no iTunes em 1 de setembro.
Em 4 de agosto, a banda revelou que o quarto álbum seria lançado dia 29 de setembro.
Em 11 de agosto, a banda estreou "I Will Not Bow", em uma rádio na sua cidade natal, WBSX(97.9X) em Wilkes-Barre, PA.
Em 28 de setembro, o álbum foi oficialmente lançado na Austrália. Em 29 de setembro, o álbum foi oficialmente lançado nos EUA. Dear Agony comprado no Best Buy vem com um DVD bônus que tem a banda e seis vídeos de música, incluindo uma versão previamente inéditas do vídeo da música "I Will Not Bow". A versão do DVD é a única que não contém cenas do filme Surrogates, ao contrario da versão lançada na Internet. Eles vão apoiar Nickelback em sua turnê Dark Horse, juntamente com Shinedown.
Jasen Rauch da RED colaborou com Burnley, em seu novo álbum Dear Agony. Diz-se que co-escreveu 1/3 das canções do novo álbum. As canções que ele co-escreveu foram "I Will Not Bow", "Hopeless", "Lights Out" e "Without You"

### Breaking Benjamin caindo aos pedaços
Aaron Fincke e Mark Klepaski foram demitidos da banda, pelo vocalista Ben Burnley de acordo com o site brasileiro de notícias sobre música MPSIROCK. Essa notícia foi postada em vários sites especializados em informações no dia 2 de agosto de 2011. A demissão teria sido fruto do envolvimento dos dois no remix da música "Blow Me Away" parte da compilação "Shallow Bay: The Best Of Breaking Benjamin" lançado em 16 de Agosto de 2011 pela Hollywood Records.
Benjamin Burnley afirma que não teve nenhum conhecimento prévio da decisão dos dois e que ambos ganharam cerca de 100,000 $ da gravadora para fazerem a música.
Segundo o advogado do cantor, Brian Caplan, disse à The Associated Press na terça-feira (02/08) que Burnley pretende contratar novos companheiros de banda e manter a performance como Breaking Benjamin. A banda tem estado em um longo hiato, devido a problemas de saúde do Burnley.
“A relação entre o Sr. Burnley e os dois outros membros da banda acabou”, disse Caplan. “Burnley tem a intenção de avançar com o nome Breaking Benjamin e a banda vai continuar. Ele só não vai continuar na sua formação anterior. Ele não está se aposentando.”

### Chad Szeliga no Black Label Society
A banda Black Label Society anunciou  em seu Facebook oficial a entrada de Chad na banda.
Chad entra na banda substituindo Mike Froedge, que tem estado em turnê com a banda nos últimos meses desde a saída de Will Hunter.
Foi postada a seguinte nota na página do Facebook oficial da banda:
“Um grande obrigado da Black Label para Mike Froedge de Atlanta, por ter ajudado a Black Label e por tê-la  ‘mantido de pé’. Agora o pai Chad Szeliga estará segurando forte a fundação da grande catedral sombria, governando o trono por trás da bateria.”
Nota publicada no Facebook oficial da Black Label Society
Chad Szeliga postou em sua página no Facebook que estava deixando a banda devido a diferenças criativas.

### O Retorno de Breaking Benjamin (2013)
No dia 19 de abril de 2013, Ben anunciou pelo Facebook da banda de que ele conseguiu os devidos direitos para continuar utilizando o nome Breaking Benjamin e de que a banda irá continuar. Segue a mensagem deixada por Benjamin.
A disputa entre Benjamin Burnley, que é o único fundador, principal músico, cantor e compositor da banda Breaking Benjamin, e dois dos ex-membros da banda foi resolvida. Benjamin Burnley mantém o seu direito de usar o nome da banda e Breaking Benjamin continuará.
Benjamin Burnley afirma: "Tenho o prazer de finalmente colocar este assunto para trás e me concentrar no futuro do Breaking Benjamin. Desejo expressar o meu amor infinito e gratidão aos melhores fãs do mundo por seu amor eterno e apoio. Palavras não podem expressar o meu amor por todos vocês! Obrigado".

### Nova Formação (2014-2015)
Em 19 de agosto de 2014, a banda anunciou que tinham reformado por meio de sua página oficial do Facebook. A banda re-emergiu como um quinteto com Burnley como o vocalista e quatro novos membros. Eles incluem: guitarrista Jasen Rauch, anteriormente da banda Red, que havia colaborado com a banda em quatro faixas no álbum Dear Agony; guitarrista / backing vocal Keith Wallen, anteriormente de Adelitas Way e Cooper; o baixista Aaron Bruch, ex-OurAfter and Forever Oeuvre, que já tocou em shows acústicos com Burnley em 2010 e 2013; baterista Shaun Foist, anteriormente da banda Picture Me Broken.
Burnley disse no lineup que: "Todos que estão na banda agora são músicos muito talentosos e foram escolhidos a dedo", e adicionou: "Keith e Aaron são cantores realmente surpreendentes. São o tipo ao qual a banda sempre precisou".

### Dark Before Dawn(2015)

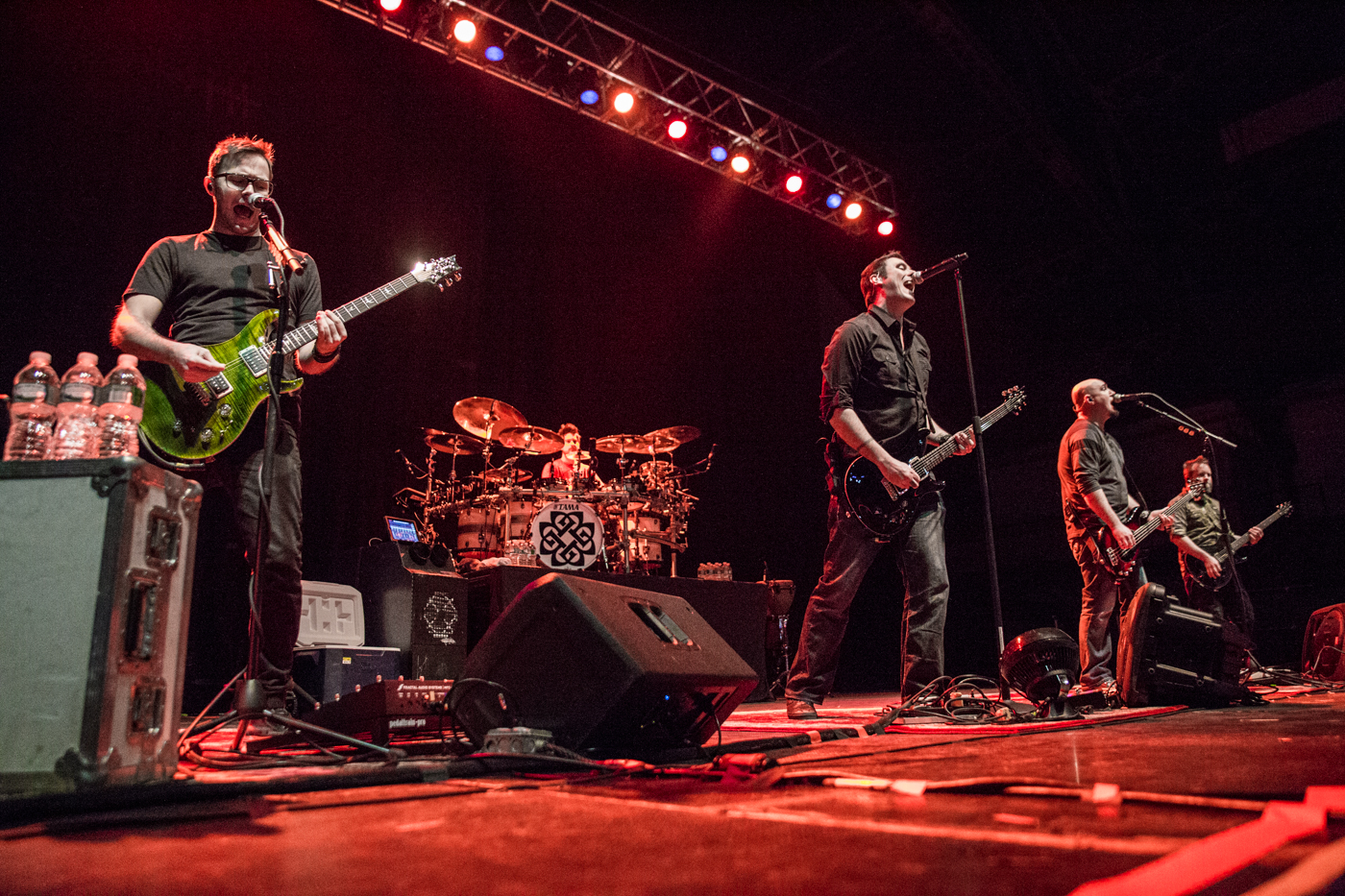
Breaking Benjamin se apresentando em Rochester, Nova Iorque em 2015.

Após a realização de um conjunto de locais de estréia para a nova banda, incluindo uma pequena turnê Unplugged no final de 2014 e uma turnê de inverno de four-venue no nordeste dos Estados Unidos, Breaking Benjamin lançou um novo single nomeado "Failure"  em 23 de março de 2015 e anunciou um novo álbum lançado em 23 de junho de 2015, com o nome Dark Before Dawn. Dentro de uma hora de disponibilidade de pré-encomenda, Dark Before Dawn chegou ao número 1 na parada de álbuns de rock no iTunes e No. 3 na parada geral álbum. A banda também fez uma turnê de apoio ao novo álbum de abril a julho de 2015.
Burnley explicou que escrever o Dark Before Dawn foi intermitente e fragmentado, levou todo o período de hiatus, mas foi perto do final do hiatus em 2013 que foi quando ele se tornou coeso. Depois de frustrado com a falta de respostas em relação à sua condição de saúde, Burnley decidiu parar de procurar por um diagnóstico e focar no álbum. Gravado e produzido no estúdio pessoal de Burnley, o "Dark Before Dawn" é o primeiro álbum com o vocalista creditado como produtor. O cantor afirmou que "Eu diria que a quantidade de produção deste álbum foi a mesma dos outros álbuns, só não tinha meu nome (nele)" e adicionou, "Eu não estou fazendo nada diferente aqui do que fiz no passado. Por que não deveria ser conhecido por estar fazendo isso?"

### Ember(2018 - presente)
Em agosto de 2017 foi divulgado que o sexto álbum de estúdio da banda estava completo. Em Dezembro de 2017, foi divulgado que o "Ember" e seu single principal "Red Cold River" seriam lançados no começo de 2018. O Ember vendeu 88.000 cópias em sua primeira semana e ficou em #3 na Billboard 200. "Red Cold River" chegou ao #2 no Mainstream Rock Songs chart, e #5 no Hot Rock Songs chart.
Videoclipes para as faixas "Red Cold River", "Torn in Two" e "Tourniquet" foram lançados em 18 de janeiro, 12 de abril e 13 de dezembro, respectivamente, com Burnley explicando que os clipes são uma trilogia.
Burnley afirmou que ele escolheu "Ember" como título do álbum como algo que remetesse ao fim de algo ou o começo, mas enfatizou uma ambiguidade intencional para deixar aberto a interpretações. Foi o primeiro álbum com participação de todos os integrantes na produção, desde a escrita das letras à composição das melodias. O guitarrista Jasen Rauch comentou que o álbum ultrapassa os limites com um material mais pesado do que o feito pela banda no passado. Ele disse "tocando, é o álbum mais difícil" e que eles se aproveitaram da dinâmica com três guitarristas, mas que o álbum, no entanto, não se afasta do som estabelecido pelo Breaking Benjamin.
Em uma entrevista em Dezembro de 2018, Burnley afirmou que haverá um álbum acústico de músicas lançadas anteriormente em 2019.

## Características
O estilo da banda foi classificado como metal alternativo e post-grunge. Benjamin Burnley é o principal compositor da banda. Bandas como Nirvana, Live, Bush, Pearl Jam, Stone Temple Pilots e The Beatles foram citados como principais influências da banda.

## Integrantes

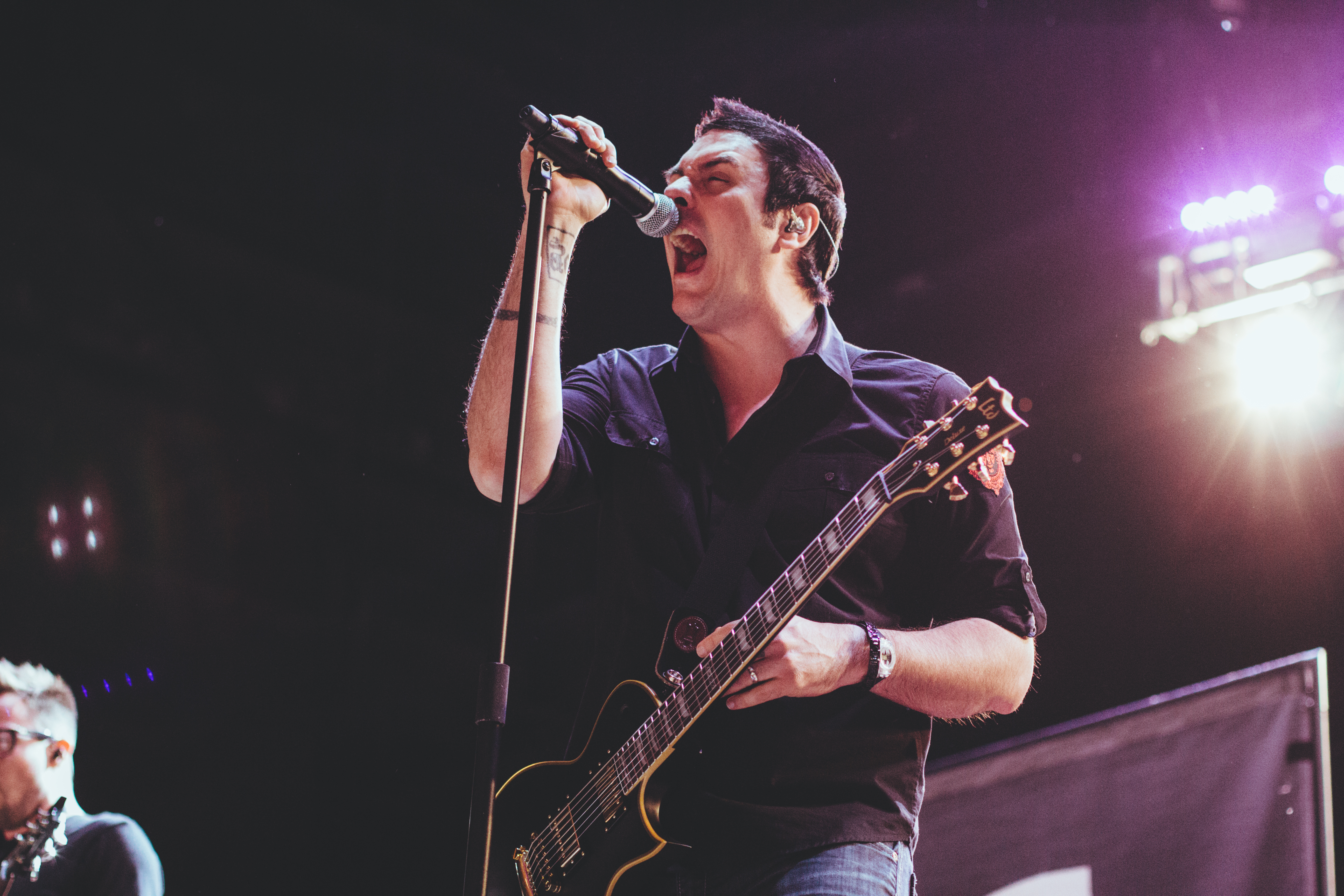
O vocalista e guitarrista Benjamin Burnley, também é o principal compositor e membro fundador da banda.

### Formação atual
- Benjamin Burnley – vocal, guitarra rítmica (1998–2010, 2014–presente)
- Keith Wallen – guitarra solo, vocais de apoio (2014–presente)
- Jasen Rauch – guitarra (2014–presente)
- Aaron Bruch – baixo (2014–presente)
- Shaun Foist – bateria, percussão (2014–presente)

### Ex-integrantes
- Jeremy Hummel – bateria (1998 – 2004)
- Jonathan Price – baixo (1998 – 1999)
- Aaron Fink – guitarra (1999 – 2011)
- Mark Klepaski – baixo (1999 – 2011)
- Chad Szeliga - bateria (2004 - 2011)[1]

## Discografia

### Álbuns de estúdio
- 2002 - Saturate
- 2004 - We Are Not Alone
- 2006 - Phobia
- 2009 - Dear Agony
- 2015 - Dark Before Dawn
- 2018 - Ember

### EP
- 2001 - Breaking Benjamin
- 2004 - So Cold

### Compilações
- 2011 - Shallow Bay: The Best Of Breaking Benjamin

### Compactos
| Ano  | Nome                | Posições     | Posições        | Posições       | Álbum            |
| ---- | ------------------- | ------------ | --------------- | -------------- | ---------------- |
| Ano  | Nome                | U.S. Hot 100 | U.S. Main. Rock | U.S. Mod. Rock | Álbum            |
| 2002 | "Polyamorous"       | -            | 19              | 31             | Saturate         |
| 2003 | "Skin"              | -            | 24              | 37             | Saturate         |
| 2003 | "Medicate"          | -            | 28              | 44             | Saturate         |
| 2004 | "So Cold"           | 76           | 2               | 3              | We Are Not Alone |
| 2005 | "Sooner Or Later"   | 99           | 2               | 7              | We Are Not Alone |
| 2005 | "Rain"              | -            | 23              | 39             | We Are Not Alone |
| 2006 | "The Diary of Jane" | 50           | 2               | 4              | Phobia           |
| 2007 | "Breath"            | 84           | 1 (7)           | 3              | Phobia           |
| 2007 | "Until the End"     | 122          | 6               | 21             | Phobia           |
| 2009 | "I Will Not Bow"    | 40           | -               | -              | Dear Agony       |
| 2010 | "Give Me a Sign"    | -            | -               | -              | Dear Agony       |